# Stadio di Vefa
Lo stadio di Vefa (in turco Vefa Stadyumu), noto altresì come stadio di Karagümrük (in turco Karagümrük Stadyumu), è un impianto sportivo situato nel quartiere di Vefa a Fatih, distretto di Istanbul, in Turchia. 
Edificato nel 1926, fu aperto nel 1945-1946 ed è utilizzato prevalentemente per il calcio. Ospita, infatti, le partite interne del Fatih Karagümrük. Ha una capienza di 12 500 posti a sedere. Il campo da gioco è completamente in erba naturale e misura 65×105 m.
Lavori di rinnovamento nello stadio sono stati attuati nel 2007, ma l'impianto non è omologato per la Süper Lig: il Fatih Karagümrük disputa le proprie partite di massima serie allo stadio olimpico Atatürk.

## Caratteristiche
- Copertura: totale
- posti a sedere: 12 000
- Tribuna VIP: ?
- Tribuna stampa: ?
- Capacita totale: 12 500
- Parcheggio auto: ?
- Parcheggio autobus: ?